# Šramkivka
Šramkivka (in ucraino Шрамківка?) è un insediamento di tipo urbano (селище міського типу) dell'Ucraina, situato nell'oblast' di Čerkasy.